# تسع عشري الأضلاع
| تساعي عشري منتظم    | تساعي عشري منتظم                            |
| ------------------- | ------------------------------------------- |
| تساعي عشري منتظم    |                                             |
| أضلاع ورؤوس         | 19                                          |
| رمز شليفلي          | {19}                                        |
| مخطط كوكستير-دينكين |                                             |
| مجموعة التناظر      | تناظر ثنائي السطوح (D19)                    |
| زاوية داخلية (درجة) | {\displaystyle \approx 161.052}°            |
| خصائص               | محدب، مضلع دائري، منتظم، رأسي، متعدي الحافة |

التسع عشري هو مضلع له 19 ضلع و19 زاوية.
يعطى نصف قطر الدائرة المحيطة بالتسع عشري المنتظم الذي طول ضلعه t بالعلاقة:
{\displaystyle R={\frac {t}{2}}\csc {\frac {180}{19}}} (قياس الزاوية بالدرجات)